# Milton Manaki
Milton Manaki (Avdela, Grčka, 1882. – Bitola, Makedonija, 1964.), uz brata Janaki Manakia (1878-1960) pionir filmskog snimanja i fotografije u jugoistočnoj Europi.

## Životopis
Stariji brat Janaki Manaki bio je profesor crtanja na srednjoj školi u Janjini, (Grčka). 1898. godine otvorio je fotografski studio u kojem je njegov mlađi brat učio zanat i bio suradnik.
Godine 1905. sele posao u tada puno veću i značajniji grad Bitolu. Iste su godine 1905. nabavili Bioscope kameru iz Londona (od Charles Urban Trading Co), to je bila tristota kamera te serije. Od te godine počinju snimati prve filmske uradke.

## Opus
Ukupno su snimili 17,300 fotografija na 120 lokaliteta.
Među njihovim prvim filmovima je i njihova 114 godišnja baka Despina iz rodne Avdele. Snimali su sve važnije događaje u Bitoli, koja je tada bila sjedište velikog turskog vojnog garnizona i važnih konzularnih predstavništava. Među važnijim događajima koje je zabilježila njihova Bioscope kamera je posjet Turskog sultana Mehmeda V. Rašida, srpskog princa Aleksandra(1913.) i rumunjskog ministra Istratea Bitoli. Snimili su i brojne lokalne svetkovine i scene običnog života, ali i revolucionare iz Mladoturskog pokreta i rastućeg makedonskog pokreta za nacionalno oslobođenje.

## Vanjske poveznice
- http://www.imdb.com/name/nm1046054/bio
- http://www.mymacedonia.net/links/manaki.htm  Arhivirana inačica izvorne stranice od 9. travnja 2008. (Wayback Machine)
- http://www.unet.com.mk/manaki97/manaki.htm